# David Axelrod

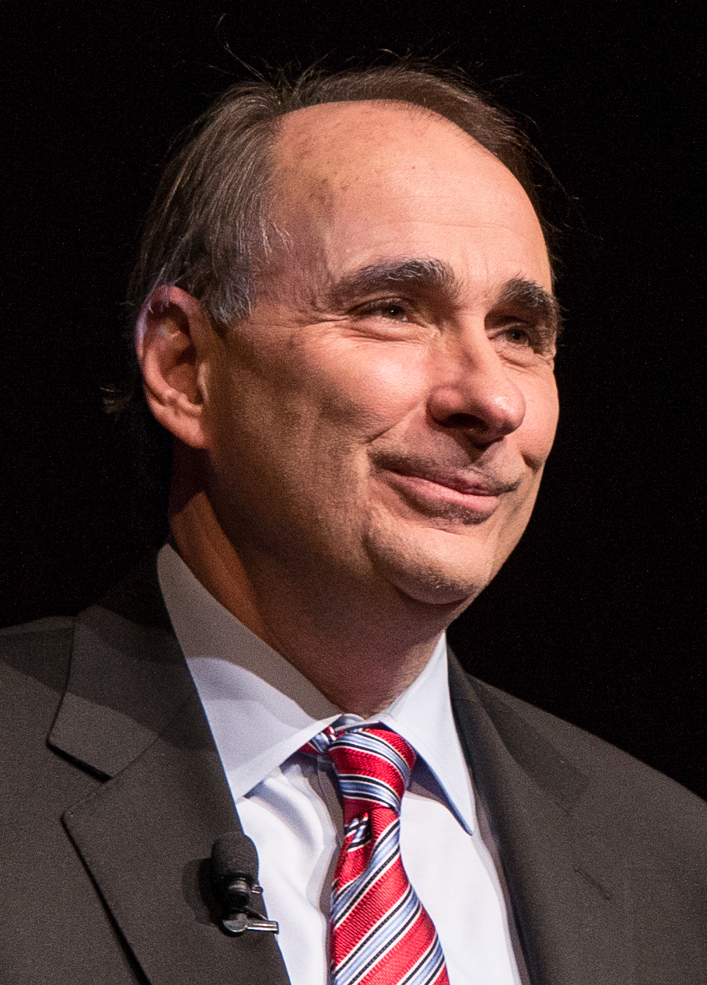
David Axelrod (2015)

David M. Axelrod (* 22. Februar 1955 in New York City) ist ein US-amerikanischer politischer Berater (Spin-Doctor). Er wurde vor allem als leitender Wahlkampfmanager des demokratischen Politikers Barack Obama bei den Präsidentschaftswahlen 2008 und 2012 bekannt. Seit dessen Wahl zum US-Präsidenten fungierte er bis Anfang 2011 als einer von Obamas Chefberatern (Senior Advisor) im Weißen Haus. Seit 2015 arbeitet er als Senior Political Commentator bei CNN.

## Leben
David Axelrod wurde 1955 als Sohn eines jüdischen Ehepaars in Manhattan geboren. Der Vater war Psychologe, die Mutter arbeitete als Journalistin für eine linksgerichtete Zeitung. Als er acht Jahre alt war, trennten sich die Eltern. Axelrod wuchs im Manhattaner Bezirk Stuyvesant Town auf und besuchte die dortige Stuyvesant High School. Anschließend studierte er Politikwissenschaft an der University of Chicago. An der Universität, von der er 1977 graduierte, lernte Axelrod auch seine spätere Ehefrau Susan Landau kennen, die er 1979 heiratete.
Axelrod begann sich bereits als Teenager für Politik zu interessieren und in kleinem Maßstab politisch zu wirken: 1968 verteilte er Wahlkampfaufkleber für den Demokraten Robert F. Kennedy. Als Student begann Axelrod als politischer Redakteur für den Hyde Park Herald zu schreiben. Nach seinem Studienabschluss 1977 fand er eine feste Anstellung bei der Chicago Tribune, für die er ebenfalls bereits als Student gelegentlich Beiträge geliefert hatte. 1982 übernahm Axelrod die Leitung der lokalpolitischen Abteilung bei der Tribune. Außerdem erhielt er zu dieser Zeit eine eigene politische Kolumne bei der Zeitung. 1984 wurde Axelrod erstmals als professioneller politischer Berater tätig: In diesem Jahr wurde er Mitarbeiter im Wahlkampfteam des Senators Paul M. Simon, in dem er zunächst als Kommunikationsdirektor agierte. Nach nur acht Wochen in dieser Funktion wurde er zum Co-Manager des Wahlkampfteams befördert.

## Axelrod & Associates
1985 gründete Axelrod die politische Beratungsfirma Axelrod & Associates. 1987 leitete er erfolgreich die Wiederwahlkampagne für Chicagos amtierenden Bürgermeister Harold Washington, den ersten Afroamerikaner, der dieses Amt ausübte. Mit dem Wahlsieg Washingtons gelang es Axelrod, sich eine Reputation als Spezialist für die Führung harter Wahlkämpfe zu sichern. Insbesondere galt er als Experte darin, afroamerikanische Politiker – die zu dieser Zeit vielfach noch als „unwählbare“ Exoten galten – der weißen Bevölkerung als ernstzunehmende Kandidaten für öffentliche Ämter zu präsentieren. Diesen Ruf festigte Axelrod in den folgenden Jahren, indem er weiteren Afroamerikanern zum Sprung ins Amt des Bürgermeisters von bedeutenden US-Metropolen verhalf: So leitete er die erfolgreichen Wahlkämpfe von Dennis Archer (Detroit), Michael R. White (Cleveland), Anthony A. Williams (Washington, D.C.), Lee P. Brown (Houston) und John Street (Philadelphia). Der Stadt Chicago blieb Axelrod als politischer Strategieberater des langjährigen Bürgermeisters der Stadt, Richard M. Daley, verbunden.
1992 lernte Axelrod in Chicago Barack Obama kennen, der ihm durch Betty Lu Saltzmann vorgestellt wurde, nachdem Obama ihr durch sein Engagement aufgefallen war, Afroamerikaner davon zu überzeugen, sich in die Wählerregister der Stadt eintragen zu lassen.
2004 arbeitete Axelrod für das Wahlkampfteam des Bewerbers um die demokratische Nominierung als Kandidat für das Amt des US-Präsidenten, John Edwards. 2006 war Axelrod an der Wahlkampagne von Eliot Spitzer, dem demokratischen Bewerber um das Amt des Gouverneurs des Bundesstaates New York, beteiligt.

## Berater Obamas
2007 übernahm Axelrod die Leitung der Bewerbungskampagne des Senators von Illinois, Barack Obama, um die Nominierung als Kandidat der Demokratischen Partei bei den Präsidentschaftswahlen 2008. Bedenken gegen eine Beteiligung an Obamas Kampagne, die Axelrod hatte, da mehrere von Obamas Mitbewerbern um die Nominierung (Hillary Clinton, Chris Dodd und John Edwards) ehemalige Klienten von ihm waren, schob er letztlich beiseite. Zu Clinton stand er zudem privat in freundschaftlicher Beziehung, seit diese sich in den 1990er Jahren um die Förderung der von Axelrods Ehefrau gegründeten Stiftung Citizens United for Research in Epilepsy, die sich der Bekämpfung von Epilepsie widmet (Axelrods Tochter leidet unter dieser Krankheit), bemüht hatte. Offiziell begründete Axelrod seine Entscheidung damit, dass er von der historischen Bedeutung, die eine Wahl Obamas haben würde, überzeugt sei, und weil er überzeugt sei, im Falle einer Wahl Obamas eines Tages zurückblicken und sich sagen zu können, dass er etwas Großes geleistet habe. Große Erfolge konnte Obama im Wahlkampf insbesondere dadurch erzielen, dass er seine Bewerbung unter die – unter anderem von Axelrod erarbeitete – Losung „Change“ stellte, die sich als äußerst massenwirksam erwies. Des Weiteren initiierte das Wahlkampfteam eine sogenannte Grass-roots-Bewegung, die darauf abzielte, die Wahlkampfkassen von Obamas Bewerbungskampagne durch die finanzielle Unterstützung einer breiten Bewegung aus Kleinspendern füllen zu lassen, anstatt (wie traditionell bei US-Wahlkämpfen üblich) auf die Unterstützung einiger weniger besonders finanzkräftiger Großspender zu setzen. Außerdem erwies sich die Strategie der Kampagne als erfolgreich, im demokratischen Vorwahlkampf insbesondere um solche Wahlstimmen zu werben, die nach dem sogenannten Caucus-Model vergeben wurden. Insbesondere Hillary Clinton, Obamas erfolgreichste Mitbewerberin, versäumte es Axelrods Einschätzung zufolge sträflich, ihre Ressourcen zur Gewinnung dieser Stimmen einzusetzen.
Nach Obamas Sieg in den parteiinternen Vorwahlen übernahm Axelrod die Leitung von Obamas Wahlkampfteam für die Wahlen am 4. November 2008.
Im Fall Reverend Wright folgte Obama seiner eigenen Überzeugung und nicht der Auffassung seines Wahlkampfteams.

„Und als die Äußerungen seines Pastors, Reverend Wright, öffentlich wurden, wollte er unbedingt etwas sagen, was er wahrscheinlich schon lange zu sagen hatte. Seine ganze Mannschaft, vor allem David Axelrod, rieten ihm davon ab. Obama setzte sich in diesem Punkt über die Meinung seiner Mannschaft weg. Er wollte den Amerikanern etwas über Rasse sagen, das in seinem Kopf gereift war. Unter dem großen Druck, der aufgebaut war, wurde es eine seiner besten Reden.“

Axelrods Nachfolger als Chefberater im Weißen Haus war David Plouffe.